# 開曼島泥鱂
開曼島泥鱂，為輻鰭魚綱鯉齒目鯉齒亞目花鳉科的其中一種，分布於中美洲大開曼島的淡水、半鹹水流域，體長可達2.8公分，棲息在紅樹林、潟湖、淡水石灰岩窪地，屬肉食性，生活習性不明。